# 3637 O'Meara
3637 O'Meara è un asteroide della fascia principale del diametro medio di circa 13,1 km. Scoperto nel 1984, presenta un'orbita caratterizzata da un semiasse maggiore pari a 2,5540271 UA e da un'eccentricità di 0,1261906, inclinata di 14,32956° rispetto all'eclittica.
L'asteroide è dedicato a Stephen James O'Meara, famoso per i suoi disegni sul sistema solare.